# Lirimiris
Lirimiris is een geslacht van vlinders van de familie tandvlinders (Notodontidae).

## Soorten
- L. auriflua Draudt, 1932
- L. chimaera Rothschild, 1917
- L. elongata Schaus, 1906
- L. euribya Druce, 1906
- L. gigantea Druce, 1906
- L. guatemalensis Rothschild, 1917
- L. inopinata Draudt, 1932
- L. lemoulti Rothschild, 1917
- L. lignitecta Walker, 1865
- L. meridionalis Schaus, 1904
- L. mirabilis Rothschild, 1917
- L. supertruncata Dognin, 1914
- L. truncata Herrich-Schäffer, 1856